# Poser
Poser é um termo pejorativo, usado frequentemente para descrever "uma pessoa que finge ser algo que ela não é", copiando vestimentas, vocabulário e/ou maneirismos de um grupo ou subcultura, geralmente para conseguir aceitação ou  popularidade dentro de um grupo, mas que, de fato, não compartilha ou não entende os valores ou a filosofia daquele grupo. Os chamados "posers" adquirem seus gostos baseados na relevância e aceitação social de artistas ou peças midiáticas, e não em seus próprios interesses pessoais, e somente durante o período em que se mantem relevantes. Se ou quando essa inautenticidade é percebida, é vista como objeto de desprezo e escárnio pelos membros da subcultura, a definição do termo e a decisão sobre a quem  aplicá-lo é subjetiva. O termo é mais associado à subcultura punk dos anos 1970 e 1980, mas o uso inglês do termo "poseur" origina-se no fim do século XIX.

## Etimologia e Definição
O termo inglês poser é um empréstimo linguístico do francês, língua na qual é usado figurativamente desde meados do século XIX, com o mesmo significado que no inglês, designando pessoas que "afetam uma atitude ou pose".
A palavra refere-se a "uma pessoa que habitualmente finge ser algo que não é".  

## Subcultura doheavy metal
Jeffrey Arnett argumenta que a subcultura do heavy metal classifica membros em duas categorias: "aceitação como um autêntico metaleiro ou rejeição como falso, um poseur." Em um perfil da "subcultura de alienação" de fãs de heavy metal, o autor nota que a cena heavy metal classificou alguns supostos membros como posers, isto é, músicos ou fãs de heavy metal que fingiam ser parte da subcultura mas eram considerados como desprovidos de autenticidade e sinceridade.
Um subgênero de metal, o nu-metal é visto como controverso entre os fãs de metal, e os detratores do gênero têm rotulado nu-metal com termos depreciativos como "mallcore",
"whinecore", "grunge para os zeros" e "esporte-
rock".  Gregory Heaney do Allmusic descreveu o
gênero como "um dos impulsos mais infelizes do
metal no mainstream." ."

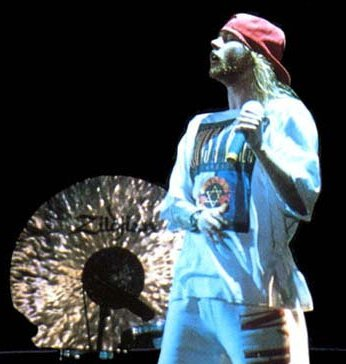
Axl Rose comentou que sentiu que a banda eram "estúpidos garotos brancos posers."

Ron Quintana escreveu que, quando a banda Metallica estava tentando encontrar um espaço na cena de metal de Los Angeles, no começo dos anos 1980, era difícil para a banda "tocar sua música e vencer sobre uma multidão em uma terra onde posers mandavam, e qualquer coisa rápida e pesada era ignorada."
Em um artigo sobre Axl Rose, intitulado "Ex–‘White-Boy Poseur'" ("Ex-'Garoto-branco poser'"), Axl disse que teve um "tempo para refletir sobre sua postura heavy metal" das últimas décadas: "Pensávamos ser tão radicais... [até que]] N.W.A surgiu fazendo rap sobre este mundo em que você sai de casa e leva um tiro. [...] Estava tão claro como éramos garotinhos-brancos estúpidos e posers."
A banda sueca Poser Executioner, de black metal, foi formada em 2011, tem temas líricos contra posers e "falso metal."

## Subcultura punk

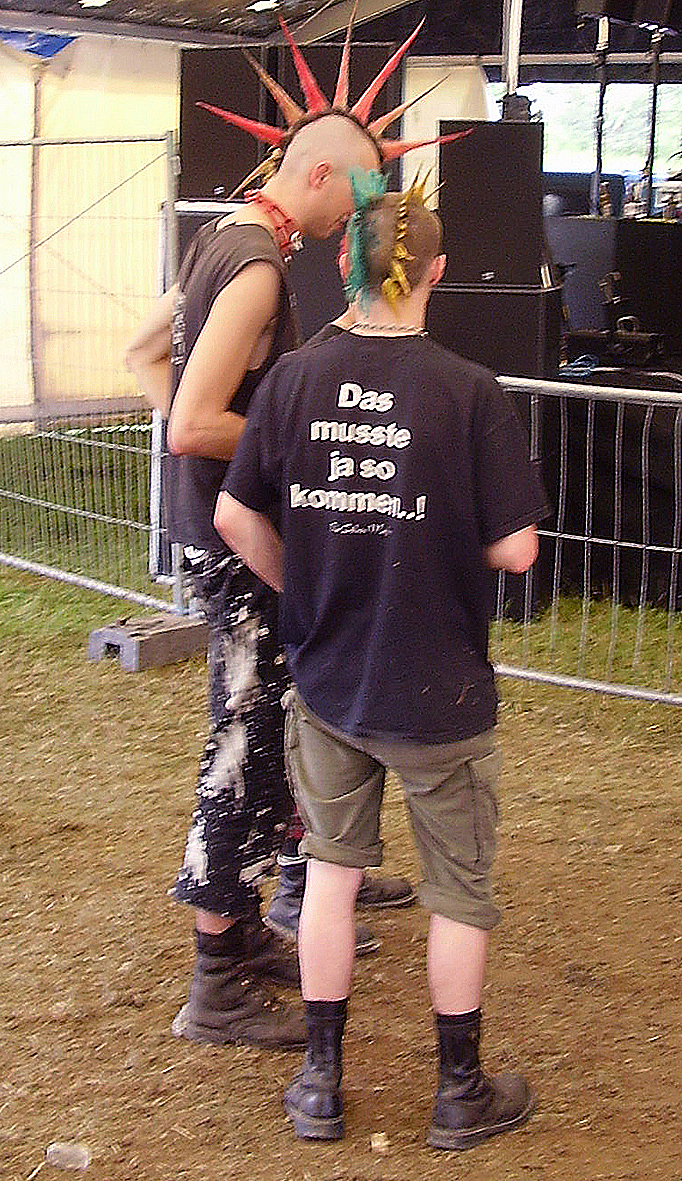
A subcultura punk classifica supostos membros que não respeitam ou não entendem os valores da subcultura, como posers.

O termo poseur foi usada em várias músicas punk do final da década de 1970, incluindo a canção do X-Ray Spex, "I am Poseur".
Dave Rimmer escreveu que, com o renascimento dos ideais do punk de música despojada no início dos anos 1990, com Kurt Cobain e muitos jovens como ele, o rock'n'roll  lançou um desafio: você pode ser puro o suficiente, dia após dia, ano após ano, comprovando sua autenticidade, viver de acordo com a música, [ou então] viver sendo um
poser, uma farsa, um vendido?
Um escritor argumentou que a cena punk de Los Angeles foi afetada pela invasão de "posers suburbanos antagônicos", o que gerou "um aumento da violência [...] e levou a um colapso geral da cena hardcore". 
Um escritor de Gauntlet elogiou os álbuns do US Bombs, orientados politicamente como uma pedra de verdade e autenticidade em um mar de esgoto poser", e chamou-os de "punk rockers reais" em "um momento em que o gênero está repleto de canções bobas sobre carros, meninas e narguilés". 

## Subcultura gótica
Goth Bíblia de Nancy Kilpatrick: um compêndio para definir posers inclinados para a cena gótica, da seguinte forma: "wannabes" góticos, geralmente adolescentes passando por uma fase gótica sem entendimento e sensibilidade góticas, mas que querem ser parte da multidão gótica...". Kilpatrick descarta posers góticos como "Batbabies", cuja roupa é comprada na Hot Topic com o dinheiro dos seus pais.